# När jag har utkämpat striden en gång
När jag har utkämpat striden en gång är en sång från 1900 med text och musik av Charles H. Gabriel.

## Publicerad i
- Frälsningsarméns sångbok 1929 som nr 479 under rubriken "De yttersta tingen och himmelen".
- Musik till Frälsningsarméns sångbok 1930 som nr 479.
- Frälsningsarméns sångbok 1968 som nr 555 under rubriken "Evighetshoppet".
- Frälsningsarméns sångbok 1990 som nr 702 under rubriken "Erfarenhet och vittnesbörd".